# Tigres Fútbol Club
Tigres Fútbol Club é um clube de futebol da Colômbia, sediado em Soacha, na região metropolitana da capital Bogotá.

## Elenco atual
Atualizado 13 de março de 2021.
Legenda
- : Capitão